# Cheumatopsyche amurensis
Cheumatopsyche amurensis är en nattsländeart som beskrevs av Martynov 1934. Cheumatopsyche amurensis ingår i släktet Cheumatopsyche och familjen ryssjenattsländor. Inga underarter finns listade i Catalogue of Life.